# Thierry Fondelot
Thierry Fondelot (19 giugno 1970) è un ex calciatore francese, di ruolo centrocampista.

## Carriera

### Nazionale
Ha debuttato in Nazionale nel 1992. Ha partecipato, con la Nazionale, alla CONCACAF Gold Cup 1993 e alla CONCACAF Gold Cup 2002.

## Palmarès

### Club

#### Competizioni nazionali
- Coppa della Martinica: 1

Aiglon du Lamentin: 2008-2009